# Discoteque
Discoteque (englisch für Diskothek) ist ein Popsong, mit dem die litauische Gruppe The Roop Litauen beim Eurovision Song Contest 2021 in Rotterdam vertreten hat. Sie schrieb den Titel mit Ilkka Wirtanen, Kalle Lindroth und Laisvūnas Černovas.

## Hintergrund und Produktion
Nachdem die Gruppe bereits 2020 die Vorentscheidung Pabandom iš naujo! 2020 gewann und mit dem Titel On Fire zum internationalen Wettbewerb fahren sollte, kündigte sie im November an, dass man auch 2021 teilnehmen werde. Der Eurovision Song Contest 2020 musste aufgrund der fortschreitenden COVID-19-Pandemie abgesagt werden. Der Gruppe wurde dabei ein sicherer Startplatz im Finale der Vorentscheidung garantiert. Am 6. Februar gewann The Roop die Vorentscheidung erneut.
Am 22. Januar 2021 wurde ihr Beitrag Discoteque veröffentlicht. The Roop schrieb ihn gemeinsam mit Ilka Wirtanen, Kalle Lindroth und Laisvūnas Černovas. Der Titel wurde von Černovas und Vaidotas Valiukevičius, dem Leadsänger, produziert und abgemischt. Weiterhin war Černovas für das Mastering verantwortlich. Man habe bewusst vermeiden wollen, dass der Titel wie eine Kopie von On Fire klinge.

## Musik und Text
Leadsänger Valiukevičius erklärt zum Inhalt folgendes:

“The new song “Discoteque” talks about personal inner liberation. Rather often we say that we are free and that we live in a free world. But most of our restraints come from the inside. So, this song and movement aims liberate our minds, which contains too much self-criticism, fear of appearing different, reluctance to accept your body, even limiting your attractiveness.”

„Das Lied spricht über die persönliche innere Freiheit. Oft heißt es, wir seien frei und lebten in einer freien Welt, aber die meisten Beschränkungen legen wir uns selbst auf. Dieser Song zielt darauf ab, unseren Geist zu befreien, der zu sehr von Selbstkritik, der Angst, anders zu sein, der Abneigung gegenüber dem eigenen Körper sowie der Einschränkung der eigenen Attraktivität geprägt ist.“

Die Melodie des Refrains sei an alte Volkslieder angelehnt, jedoch wird sie im Gegensatz im Staccato anstatt im Legato gesungen. Die Bridge enthält mit dem Mund erzeugte Laute, ähnlich dem Beatboxing. Laut Aussagen der Band solle dies Assoziationen zu früheren Zeiten wecken.
Man habe bewusst den Titel Discoteque (ohne h) gewählt, weil man eine andere Art von Disko ansprechen wolle. Es gehe nicht darum, sich zu präsentieren, sondern darum, sich selbst zu akzeptieren.

## Beim Eurovision Song Contest
Die Europäische Rundfunkunion kündigte am 17. November 2020 an, dass die ausgeloste Startreihenfolge für den 2020 abgesagten Eurovision Song Contest beibehalten werde. Litauen trat somit in der ersten Hälfte des ersten Halbfinale am 18. Mai 2021 an. Am 30. März gab der Ausrichter bekannt, dass Litauen als erster Teilnehmer der Show auftreten werde. Das Land konnte sich im Halbfinale für das am 22. Mai stattfindende Finale qualifizieren.
Im Finale erreichte das Lied den 8. Platz mit insgesamt 220 Punkten. Von der Jury erhielt es zunächst nur 55 Punkte und war damit auf Platz 14, durch das Televoting bekam es aber 165 Punkte hinzu und war damit bei den Zuschauern auf dem 7. Platz.

## Rezeption
Der Titel wurde nach der Vorentscheidung in vielen Versionen gecovert u. a. existiert eine A-cappella-Version, sowie Covers mit E-Gitarre, Streichquartett und Violine.
Der deutsche Blog ESC Kompakt schreibt, dass die Gruppe die Erwartungen erfüllt habe und mit dem Lied „das überstrapazierte Thema ‚Corona‘“ auf bestmögliche Art und Weise verarbeite. Ähnlich interpretierte das Fanmagazin Wiwibloggs und lobte die Energie des Titels, sowie seine Choreografie.

## Kommerzieller Erfolg

### Chartplatzierungen
Discoteque stieg nach dem Sieg bei der Vorentscheidung auf Platz eins der litauischen Singlecharts ein, was der zweite Nummer-eins-Hit der Gruppe in Litauen darstellt. Der Titel wurde innerhalb Litauens auf Spotify der meistgehörte Song und löste außerdem On Fire als meistgehörten Titel im Inland ab. Der Erfolg von Discoteque sei insofern bedeutend, als dass er nicht nur der erfolgreichste litauische Titel sei, sondern auch erfolgreicher als ausländische Künstler innerhalb der litauischen Charts. Dieser Fall sei in Litauen selten. Während vor wenigen Jahren neben hauptsächlich US-amerikanischen und britischen Interpreten nur zwei bis drei litauische Künstler in den Charts vertreten waren, erhöhte sich deren Anteil auf gut 20 Prozent. Weiterhin sei der Erfolg ein Beispiel dafür, dass der Eurovision Song Contest einen höheren Stellenwert im Land einnähme, als ihm bisweilen zugesprochen wurde.
| ChartsChartplatzierungen | Höchstplatzierung | Wochen |
| ------------------------ | ----------------- | ------ |
| Litauen (AGATA)          | 1 (31 Wo.)        | 31     |

### Auszeichnungen für Musikstreaming
| Land/Region     | Auszeichnungen für Musikverkäufe (Land/Region, Auszeichnung, Verkäufe) | Verkäufe  |
| --------------- | ---------------------------------------------------------------------- | --------- |
| Litauen (AGATA) | Platin                                                                 | 4.000.000 |
| Insgesamt       | 1× Platin ·                                                            | 4.000.000 |

## Veröffentlichung und Musikvideo
Bereits vor der Veröffentlichung des Videos erschien der Titel als Stream und Download am 21. Januar 2021. Im deutschsprachigen Raum war Discoteque zunächst nicht verfügbar. Der Titel wurde unter der Federführung von Warner Music Finland veröffentlicht, nachdem die Gruppe im Oktober 2020 einen entsprechenden Vertrag unterzeichnet hatte.
Das Musikvideo entstand unter der Leitung von Saulius Baradinskas. Etwa 50 Personen waren hierbei beteiligt. Die Choreografie sei teilweise inspiriert durch Arvydas Sabonis.